# Ricky Saints
Ricky Starks (Nova Orleães, 21 de fevereiro de 1990) é um lutador profissional americano. Ele trabalha atualmente para a WWE, onde atua na marca NXT, sob o nome de ringue Ricky Saints. Ele foi uma vez campeão norte-americano do NXT.
Ele é conhecido pelo seu tempo na All Elite Wrestling (AEW) de 2020 a 2025, onde foi campeão mundial de duplas da AEW por uma vez e campeão FTW também por uma ocasião. Starks também é conhecido por seu tempo na National Wrestling Alliance (NWA), onde foi detentor do Campeonato Mundial de Televisão da NWA, que foi revivido.

## Carreira na luta livre profissional

### Início de carreira (2012–2018)
Starks idolatrava lutadores incluindo The Undertaker, The Rock e Mankind, entre muitos outros, enquanto crescia assistindo a luta livre profissional. Por volta dos sete anos de idade, Starks decidiu que iria perseguir seu sonho de se tornar um lutador profissional. Starks fez sua estreia na WWE como talento de aprimoramento, lutando contra Jinder Mahal, antes de estrear no Velocity Pro Wrestling da NWA em 14 de outubro de 2012 no evento NWA Velocity Haunted Havoc em Austin, Texas. Lá ele lutou em uma luta triple threat contra Jaykus Plisken e Big Ricky. Desde 2012, Starks se tornou um talento regular apresentado em várias promoções no estado do Texas, como Anarchy Championship Wrestling ou Inspire Pro Wrestling.

### National Wrestling Alliance (2018-2020)
Starks fez sua estreia pela National Wrestling Alliance (NWA) em 15 de outubro de 2019 no episódio de Power, derrotando Trevor Murdoch. No evento pay-per-view Into the Fire em 14 de dezembro, Starks competiu em uma luta three-way contra Colt Cabana e Aron Stevens pelo NWA National Championship, uma partida que Stevens venceu. Logo depois, Starks entrou em um torneio para determinar o titular inaugural do NWA World Television Championship. No evento Hard Times em 24 de janeiro de 2020, ele derrotou Eddie Kingston na primeira rodada, Matt Cross na segunda rodada, Tim Storm nas semifinais e Trevor Murdoch nas finais para se tornar o novo NWA World Television Champion. Starks perdeu o título para Zicky Dice no episódio de 3 de março de Power . Em 18 de maio, foi anunciado que Starks não estava mais com a NWA porque seu contrato havia expirado.

### All Elite Wrestling (2020-2025)

#### Team Taz (2020–2022)
No episódio de 17 de junho do Dynamite, Starks fez sua estréia não anunciada pela All Elite Wrestling (AEW) ao responder ao desafio aberto de Cody para o AEW TNT Championship, mas acabou perdendo a luta. Após a luta, o CEO da All Elite Wrestling, Tony Khan, anunciou que Starks assinou com a AEW. No episódio de 30 de junho de AEW Dark, Starks obteve sua primeira vitória na AEW ao derrotar Griff Garrison enquanto rapidamente se estabelecia como um heel. No episódio de 21 de julho de Dark, após derrotar Will Hobbs, Starks ajudou Brian Cage a atacar Robert Anthony e Darby Allin após a luta, criando uma aliança entre os dois. A equipe, comandada por Taz e agora conhecida como Team FTW, começou a rivalizar com Allin quando eles enfrentaram Allin e Jon Moxley no episódio de 29 de julho do Dynamite, onde foram derrotados. Em 5 de setembro no pay-per-view All Out, Starks participou em uma Casino Battle Royale, mas foi eliminado por Allin. No episódio de 30 de setembro de Dynamite, Starks foi derrotado por Allin em uma luta individual. No episódio de 18 de novembro do Dynamite, Will Hobbs se juntou à aliança de Starks, Taz e Cage depois de acertar Cody com o Campeonato FTW de Cage e, em seguida, ajudá-los a atacar tanto Allin quanto Cody. No episódio de 2 de dezembro do Dynamite: Winter Is Coming, Starks e Hobbs, agora conhecido como Powerhouse Hobbs, perderiam uma luta de duplas para Cody e Allin, após a qual Sting fez sua estreia na AEW e afastou o Team Taz depois de um ataque pós-luta. No episódio de 20 de janeiro do Dynamite, foi anunciado que Starks e Brian Cage enfrentariam Allin e Sting em uma luta street fight no Revolution, uma luta cinematográfica que Starks e Cage acabaram perdendo. Em 14 de julho de 2021, na primeira noite do Fyter Fest, Starks conquistou o Campeonato Mundial FTW de Brian Cage, conquistando seu primeiro título na AEW, embora o título FTW não fosse um campeonato oficialmente sancionado pela empresa. Em um episódio do Rampage, Starks derrotou Cage em uma luta Philly street fight. Starks se qualificou para a luta de escadas "Face of the Revolution" ao derrotar Preston "10" Vance, mas não conseguiu vencer a luta no Revolution. Em setembro de 2021, além de ainda ser um lutador no programa, Starks se juntou à equipe de comentários do Rampage, substituindo Mark Henry.
No episódio de 20 de julho de 2022 do Dynamite, Starks fez um desafio aberto pelo seu Campeonato FTW, onde derrotou Cole Karter. Após a luta, ele fez outro desafio aberto para o Dynamite da semana seguinte, que foi respondido por Danhausen. No Fight for the Fallen, em 27 de julho de 2022, Starks fez um desafio aberto logo após derrotar Danhausen. Esse desafio foi atendido por Hook, colega de equipe do Team Taz, que derrotou Starks pelo título, encerrando o reinado de Starks após 378 dias, tornando-o o campeão FTW com o reinado mais longo da história até então. Após uma emocionada promo pós-luta de Starks, Powerhouse Hobbs o atacou, fazendo com que Starks se tornasse face. Na semana seguinte, Taz, enquanto comentava, anunciou que havia dissolvido o Team Taz. Starks saiu para confrontar Hobbs no episódio de 3 de agosto do Dynamite, mas seu ex-parceiro o atacou e deixou o ringue. O combate de rivalidade entre Hobbs e Starks foi marcado para o All Out, onde Hobbs derrotou Starks em pouco mais de cinco minutos. Starks e Hobbs se enfrentaram mais uma vez no Grand Slam em uma luta não-sancionada "Lights Out", onde Starks derrotou Hobbs, encerrando a rivalidade.

#### Perseguições ao Campeonato Mundial e saída (2022–2025)
No episódio especial do Dynamite, Thanksgiving Eve, em 23 de novembro, Starks derrotou Ethan Page na final do Torneio Eliminatório do Campeonato Mundial da AEW para enfrentar o campeão Maxwell Jacob Friedman no Dynamite: Winter Is Coming pelo título. Duas semanas depois, na edição de 7 de dezembro do Dynamite, Starks competiu no Dynamite Dozen Battle Royale, eliminando Ethan Page por último para adicionar o Dynamite Diamond Ring como um segundo prêmio para sua luta pelo Campeonato Mundial da AEW. Na semana seguinte no Dynamite, Starks e Friedman se enfrentaram em uma promo acalorada, com Starks insultando as táticas baratas de Friedman para ganhar reconhecimento, em comparação com o trabalho árduo que Starks havia feito, o que resultou em Friedman acertando um golpe baixo em Starks, que retaliou com um spear, derrubando Friedman. No Winter is Coming, MJF derrotou Starks para reter o Campeonato Mundial da AEW e conquistou o Dynamite Diamond Ring de Starks.
Após essa derrota, Starks entrou em uma rivalidade com Chris Jericho, que tentou recrutar Starks para seu grupo Jericho Appreciation Society (JAS) na edição de 22 de dezembro do Dynamite, mas falhou, pois Starks recusou, insultando Jericho e os membros do JAS, Sammy Guevara e Daniel Garcia, no processo. Isso levou o membro do JAS, Jake Hager, a atacar Starks junto com o restante do grupo, até que Starks foi salvo por Action Andretti, que também estava em uma rivalidade com o JAS. Duas semanas depois, na edição de 4 de janeiro do Dynamite, Starks derrotou Jericho em uma luta individual, embora ele e Andretti tenham sido atacados pelo JAS após a luta, incluindo Hager realizando um powerbomb em Starks através de uma mesa. Starks vingou o ataque, derrotando Hager na edição de 18 de janeiro do Dynamite. Em 8 de fevereiro, Starks enfrentou o JAS em uma luta Gauntlet, derrotando Matt Menard e Angelo Parker, mas perdendo para Daniel Garcia. A rivalidade entre Starks e Jericho culminou no Revolution, onde Starks derrotou Jericho mais uma vez.
Starks então iniciou uma rivalidade com Juice Robinson, que atacou Starks na edição de 8 de março do Dynamite. Os dois homens estavam programados para se enfrentar na edição de 5 de abril do Dynamite, mas antes da luta, o ex-líder do Bullet Club, Jay White, fez sua estreia após assinar com a AEW, atacando Starks junto com Robinson, resultando em um no-contest. Starks competiu no Torneio Masculino da Owen Hart Foundation, derrotando Robinson e Powerhouse Hobbs para avançar para a final do torneio. No episódio de 15 de julho do Collision, ele derrotou CM Punk na final para vencer o torneio masculino. No episódio de 5 de agosto do Collision, Starks desafiou Punk pelo "Verdadeiro Campeonato Mundial ", mas falhou em conquistar o título, com Ricky "the Dragon" Steamboat atuando como o árbitro especial do lado de fora devido a Starks ter trapaceado para derrotar Punk nas duas lutas anteriores entre eles. Após a luta, Starks agrediu Steamboat com o próprio cinto de Steamboat, virando heel.
Como resultado de suas ações contra Steamboat, a AEW (kayfabe) suspendeu Starks da luta por 28 dias. No entanto, Starks adquiriu uma licença de manager para continuar aparecendo na AEW e começou a gerenciar Big Bill. No episódio de 2 de setembro do Collision, Starks fez um desafio a Steamboat e assinou um contrato de luta para uma luta strap no All Out contra "The Dragon". "The American Dragon" Bryan Danielson então apareceu para assinar o contrato de luta em vez de Steamboat. No All Out, Starks perdeu para Danielson por submissão técnica após desmaiar devido à modificação de submissão de Danielson utilizando a correia. No episódio de 7 de outubro do Collision, Starks e Big Bill conquistaram seu primeiro título da AEW ao derrotarem o FTR (Cash Wheeler e Dax Harwood), tornando-se os novos campeões mundiais de duplas da AEW. Starks e Big Bill perderam os títulos para Sting e Darby Allin em uma luta de duplas tornado no episódio de 7 de fevereiro de 2024 do Dynamite, encerrando seu reinado em 123 dias. No episódio de 30 de março do Collision, Starks e Big Bill foram derrotados por Top Flight (Dante Martin e Darius Martin), o que seria a última luta de Starks na AEW. Em fevereiro de 2025, o perfil de Starks foi removido do site oficial da AEW e ele foi subsequentemente liberado, encerrando seu período de cinco anos com a empresa.

### Circuito independente (2024–2025)
Em 23 de novembro de 2024, Starks fez sua estreia no Game Changer Wrestling (GCW) no GCW Dream On. Mais tarde naquela noite, a GCW anunciou que Starks enfrentaria Matt Cardona no GCW Highest in the Room em 14 de dezembro. Alguns dias depois, a GCW anunciou que Starks havia sido retirado de todas as próximas aparições. Em 29 de dezembro, Starks apareceu no DEFY Wrestling no DEFY Blueprint para desafiar o campeão mundial da DEFY, Kenta, pelo título no DEFY Hundredth em 7 de fevereiro de 2025, onde ele acabou derrotando Kenta para conquistar o título. Em 17 de janeiro, Starks fez sua estreia na House of Glory (HOG) no HOG Watch The Throne, onde desafiou Mike Santana pelo Campeonato dos Pesos Pesados da HOG, mas não obteve sucesso. Em 28 de fevereiro, Starks abriu mão do Campeonato Mundial da DEFY após assinar com a WWE, encerrando seu reinado após 21 dias.

### WWE

#### Primeiras aparições (2012–2018)
Durante os anos seguintes, ele teria quatro lutas pela WWE como talento de aprimoramento, perdendo contra lutadores da WWE como Jinder Mahal, Enzo Amore e Colin Cassady, Kane e The Revival, e na edição de 29 de julho de 2013 do Raw', ele apareceu em um vídeo de bastidores onde ele foi intimidado, ridicularizado e atacado por Ryback.

#### NXT (2025–presente)
Starks fez sua estreia oficial na WWE no episódio de 11 de fevereiro de 2025 do NXT, onde passou a trabalhar sob o nome de Ricky Saints. No episódio do dia 25 de fevereiro do NXT, Saints lutou seu primeiro combate como talento da WWE, fazendo equipe com Je'Von Evans para derrotar Ethan Page e Wes Lee em uma luta de duplas. No episódio do dia 18 de março do NXT, Saints derrotou Ridge Holland em sua primeira luta individual na WWE. No episódio de 1º de abril do NXT, Saints derrotou Shawn Spears para conquistar o Campeonato Norte-Americano do NXT pela primeira vez. Durante sua celebração, Saints foi atacado por Page, começando uma rivalidade entre os dois pelo título. No NXT Stand & Deliver, em 19 de abril, Saints defendeu com sucesso o título contra Page. No episódio de 27 de maio do NXT, Saints perdeu o título para Page em uma revanche, encerrando seu reinado após 56 dias.

## Estilo e persona no wrestling

Um destaque de uma luta entre Starks e Charles Mason na House of Glory em janeiro de 2025. Starks (de sunga) pode ser visto usando um diving spear e um Inverted powerbomb (chamado de Rochambeau) para vencer a luta.

Starks descreveu seu estilo como um "pastiche" de outros lutadores, mais notavelmente da forma de venda de The Undertaker e de Shinjiro Otani. Dan Allanson, do Pro Wrestling Torch, concorda, descrevendo o estilo de Starks no ringue como uma mistura de Undertaker e Bret Hart, enquanto sua persona remete aos astros confiantes da Attitude Era, como The Rock e Stone Cold Steve Austin.
Starks usa um Inverted powerbomb chamado "Rochambeau" como finalizador.

## Vida pessoal
Starks cresceu em Nova Orleães, Luisiana, e foi criado por sua mãe solteira com dois irmãos. Starks falou em várias ocasiões sobre suas frustrações de que as pessoas frequentemente não percebem que ele é afro-americano (Starks se descreveu como "de pele clara"), algo que foi uma fonte de bullying e brigas durante sua infância.

## Filmografia

### Televisão
| Ano  | Título            | Papel     | Notas |
| ---- | ----------------- | --------- | ----- |
| 2021 | Rhodes To The Top | Ele mesmo |       |

## Títulos e prêmios
- All Elite Wrestling

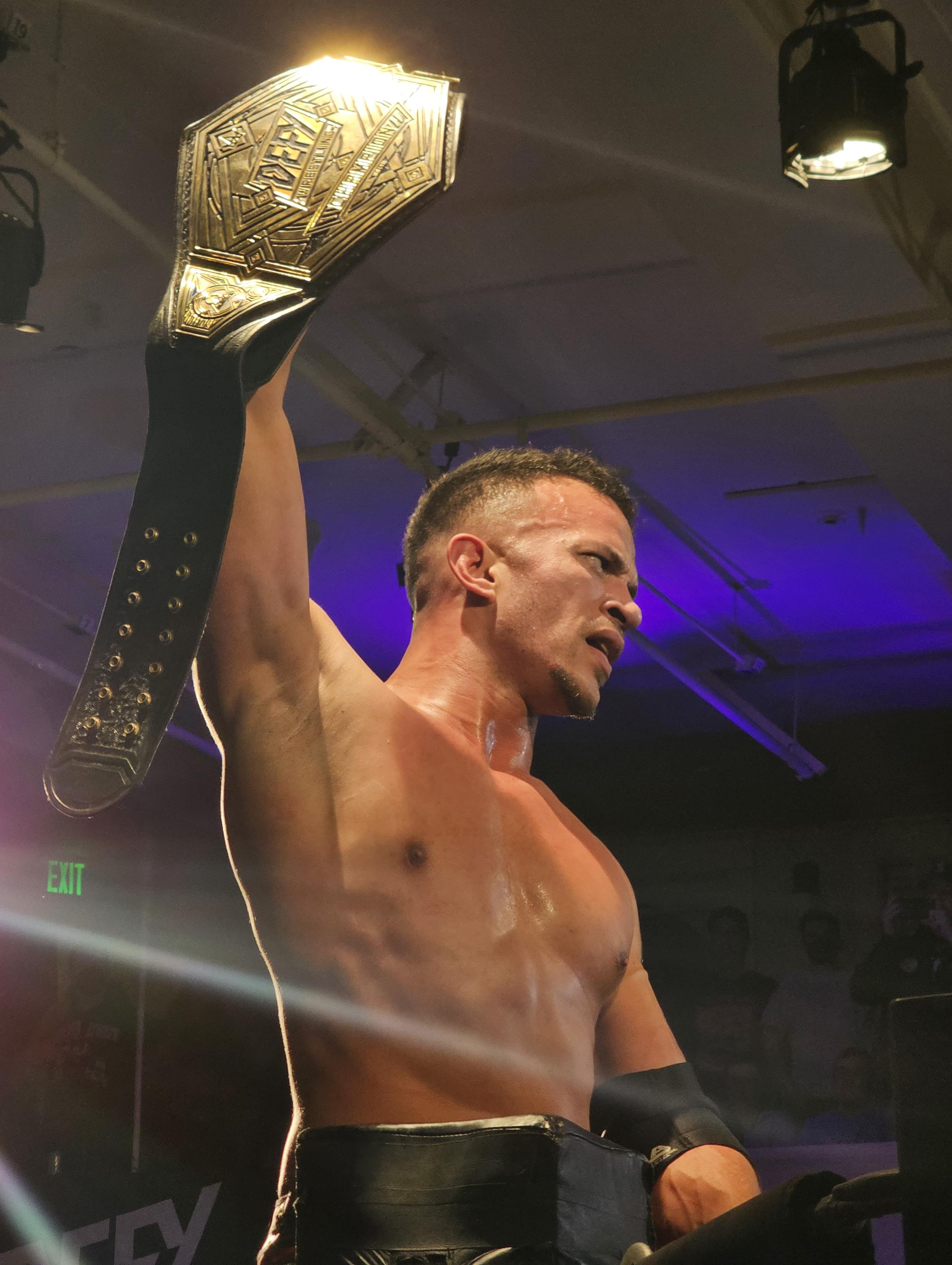
Starks como campeão mundial da DEFY.

  - Campeonato Mundial de Duplas da AEW (1 vez) – com Big Bill
  - Campeonato FTW (1 vez)[19]
  - Torneio Eliminatório do Campeonato Mundial da AEW (2022)[73]
  - Dynamite Diamond Battle Royale (2022)[74]
  - Owen Hart Cup Masculino (2023)[75]
- Anarchy Championship Wrestling
  - ACW Hardcore Championship (1 vez)[76]
  - ACW Televised Championship (1 vez)[77]
  - ACW Unified Championship (1 vez, inaugural)[78]
- DEFY Wrestling
  - DEFY World Championship (1 vez)
- Dojo Pro Wrestling
  - Dojo Pro White Belt Championship (1 vez)[79]
- ESPN
  - Lutador Revelação do Ano (2022)[80]
- Imperial Wrestling Revolution
  - IWR Revolutionary Championship (1 vez)[81]
- Inspire Pro Wrestling
  - Inspire Pro Championship (1 vez)[82]
  - Inspire Pro Junior Crown Championship (1 vez)[83]
  - Inspire Pro Pure Prestige Championship (1 vez)[84]
- National Wrestling Alliance
  - NWA World Television Championship (1 vez, inaugural)[6]
- NWA Houston
  - NWA Lone Star Junior Heavyweight Championship (1 vez)[85]
- Pro Wrestling Illustrated
  - PWI o colocou na #92ª posição dos 500 melhores lutadores individuais no PWI 500 em 2020[86]
- VIP Wrestling
  - VIP Tag Team Championships (1 vez) – com Carson[87]
  - Torneio pelo VIP Tag Team Championship (2015)
- WrestleCircus
  - WC Big Top Tag Team Championships (1 vez) – com Aaron Solow[88]
- WWE
  - Campeonato Norte-Americano do NXT (1 vez)
- Xtreme Championship Wrestling
  - XCW Heavyweight Championship (1 vez)[89]